# 科克铁热克镇
科克铁热克镇，是中华人民共和国新疆维吾尔自治区和田地區皮山县下辖的一个乡镇级行政单位。原为科克铁热克乡，2023年撤乡设镇。行政区划代码改为653223106。 

## 行政区划
科克铁热克镇下辖以下地区：
欧地央村、库木勒村、托合玛克村、央阿克勒克村、阿木特勒克村、拉依喀村、托普买里村、科克铁热克村、库木艾日克村、阔恰克玉吉买里村、科克塔格村、巴扎亚村、科克亚村、阿亚格亚村、阿热库木村、托格拉克塔村、尤库日库木库勒村、多兰买里村、拜勒库木村、喀尕买里村、阿热买里村、帕特曼勒克村、托万库木库勒村、英坎特村和阿克欧吞村。